# Ptasiek
Ptasiek (ang. Birdy) – powieść psychologiczna napisana przez Williama Whartona, jest to pierwsza książka tego autora. W 1984 roku powstała jej filmowa adaptacja w reżyserii Alana Parkera.
Akcja powieści koncentruje się wokół szaleństwa człowieka, wspomnień z dzieciństwa, przyjaźni dwóch mężczyzn i życiowej pasji młodego chłopca.
Fabuła została skonstruowana na zasadzie opisu obecnych wydarzeń w życiu Ptaśka, które przybierają formę opowiadań jego najlepszego przyjaciela Ala, oraz opisu minionych sytuacji życiowych przytoczonych przez samego głównego bohatera. Al ukazuje obraz obecnie nękającej Ptaśka choroby psychicznej, zaś sam Ptasiek opowiada, jakie były etapy popadania w nią.
Historię jego dzieciństwa, okresu dojrzewania i przyczynę przemiany głównego bohatera opowiada jego najlepszy przyjaciel Al Columbato. Ptasiek to amerykański chłopiec, który od najmłodszych lat życia ogarnięty jest przejmującą pasją. To właśnie z tego powodu przylgnęło do niego to przezwisko. Na co dzień pochłonięty jest podpatrywaniem egzystencji ptaków i próbami ich naśladowania. Według głównego bohatera ptaki symbolizują wolność, niezależność i szlachetność. Są to te wartości, których brakuje mu w otaczającej rzeczywistości. Okres dojrzewania w cieniu II wojny światowej staje się udręką dla młodego człowieka. Jego przyjaciel Al samodzielnie podejmuje próbę kontaktu z bohaterem i przekonania go do powrotu do normalnego życia. Przywołanie wspólnych przeżyć i wspomnień z przeszłości rozbudza w głównym bohaterze poczucie człowieczeństwa i posiadania własnej historii.
Kontynuacją Ptaśka jest powieść Al.